# Drochia
Drochia è una città della Moldavia capoluogo del distretto omonimo di 16.606 abitanti al censimento del 2004
È situata 174 km a nord dalla capitale Chișinău e 67 km a nord-est dalla città rumena di Iași

## Storia
La città è menzionata per la prima volta in un documento ufficiale nel 1777. Nel 1830 era un piccolo insediamento di 25 famiglie. La prima industria, fondata nel 1847, è un impianto di trasformazione dell'uva ma il vero processo di conversione industriale dell'area inizia alla fine del XIX secolo, quando venne costruita la ferrovia. Al censimento del 1930 il villaggio, chiamato Drochia-Gară, aveva 595 abitanti. Ottenne lo status di città nel 1973

## Società

### Evoluzione demografica
Al censimento del 2004 la popolazione era così divisa dal punto di vista etnico: